# Hans Wagner (Mediziner, 1905)
Hans Wagner (* 1905; † 24. Juli 1989) war ein Schweizer Augenarzt und Entdecker der nach ihm benannten Wagner-Krankheit.

## Leben und Werk
Hans Wagner absolvierte ein Medizinstudium an den Universitäten Zürich und Genf. Die Ausbildung zum Facharzt der Augenheilkunde erfolgte bei  Alfred Vogt in Zürich. Nach einer Assistententätigkeit wurde er 1935 Oberarzt an der Universitätsaugenklinik Zürich. Seine Ernennung zum Titularprofessor an der Universität Zürich erfolgte 1940. Er setzte die Arbeiten seines Doktorvaters Vogt über Untersuchungen mit dem damals neuen Spaltlampenmikroskop am lebenden Auge fort. Von 1942 bis 1944 war Wagner stellvertretender Direktor der Universitätsaugenklinik Zürich. Dann gründete er eine Privatpraxis. Bekannt wurde Wagner durch die Entdeckung einer seltenen Erbkrankheit, die sich am Auge manifestiert. Diese Krankheit trägt seither seinen Namen als Wagnersche Krankheit.
Im Nachruf wurde Wagner als damaliger Doyen der Zürcher Ophthalmologie bezeichnet.

## Ehrungen und Mitgliedschaften
- 1939: erster Preisträger des Alfred-Vogt-Preises[4]
- 1955 bis 1957: Präsident der Ophthalmologischen Gesellschaft der Schweiz